# キム・ミンジェ (1996年生の俳優)
キム・ミンジェ（朝: 김민재、1996年11月1日 - ）は、大韓民国の俳優、歌手、タレント。中央大学校演劇映画科卒業。YAMYAMエンターテイメント所属。

## 略歴
CJ ENMのアイドル練習生としてレッスンを積んだ後、2014年、ドラマ『ロマンスが必要3』でデビュー。
2016年、『浪漫ドクター キム・サブ』でSBS演技大賞ニュースター賞を受賞する。
2020年には『ブラームスは好きですか?』でドラマ初主演を務め、SBS演技大賞で優秀演技賞とベストカップル賞を受賞した。
2023年9月18日、兵役のため陸軍軍楽隊に入隊した。

## 出演

### ドラマ
- ロマンスが必要3（2014年、tvN）
- 恋は七転び八起き（朝鮮語版）（2015年、Mnet）
- プロデューサー（2015年、Mnet）
- 2度目の二十歳（2015年、tvN） - キム・ミンス役[9]
- 初めてだから（朝鮮語版）（2015年、On Style） - ソ・ジアン役[10]
- マイ・リトル・ベイビー（朝鮮語版）（2016年、MBC） - ユンミン役[11]
- 浪漫ドクター キム・サブ（2016年、SBS） - パク・ウンタク役[12]
- トッケビ〜君がくれた愛しい日々〜（2016年、tvN） - ワン・ヨ役（カメオ出演）[13]
- 最高の一発〜時空を超えて〜（2017年、KBS2） - イ・ジフン役[14]
- 偉大な誘惑者（2018年、MBC） - イ・セジュ役[15][16]
- ミスター・サンシャイン（2018年、tvN） - カメオ出演（第24話）
- コッパダン～恋する仲人～（2019年、JTBC） - 主演：マ・フン役[17]
- 浪漫ドクター キム・サブ2（2020年、SBS） - パク・ウンタク役[18]
- ブラームスは好きですか?（2020年、SBS） - 主演：パク・ジュニョン役[19]
- ダリとカムジャタン（2021年、KBS） - 主演：チン・ムハク役[20]
- 朝鮮精神科医ユ・セプン（2022年、tvN） - 主演：ユ・セプン役[21]
- 朝鮮精神科医ユ・セプン2（2023年、tvN） - 主演：ユ・セプン役[22]
- 浪漫ドクター キム・サブ3（2023年、SBS） - パク・ウンタク役[23]

### 映画
- レッスル!（朝鮮語版）（2018年） - ソンウン役[24]
- 風水師 王の運命を決めた男（2018年） - 特別出演[25]
- スウィング・キッズ（2018年） - 特別出演

### バラエティ
- ショー 音楽中心（2015年11月21日 - 2016年9月24日、MBC）- MC[26][27]
- セクションTV芸能通信（2015年、MBC）[28]
- マリと私（2015年、JTBC）[29]
- イケメンブロマンス（2016年、MBig TV）[30]
- 私の耳にキャンディ2（2017年、tvN）[31]
- ハッピートゥゲザー3（2017年、KBS 2TV）[32]
- My Love My Friend（2017年、Mnet）[33]

### ラジオ
- パク・ソヒョンのラブゲーム（2020年、SBSパワーFM）[34]
- チェ・ファジョンのパワータイム（2020年、SBSパワーFM）[35]

### ミュージックビデオ
- Red Velvet「Would U」（2017年）[36]
- Punch「Heart」（2019年）[37]

### 広告
- マクドナルド（2016年）[38]

## 雑誌
- 「DAZED＆CONFUSED」2016年9月号[39]
- 「THE CELEBRITY」2016年10月号[40]
- 「marie claire」2017年3月号[41]
- 「ELLE」2017年4月号[42]
- 「THE STAR」2019年9月号[43]
- 「ELLE」2019年10月号[44]
- 「GRAZIA」2020年2月号[45]
- 「韓国時代劇歴史大全2020」[46]
- 「THE STAR」2020年4月号[47]

## 賞とノミネート

### 受賞
- 2016年「SBS演技大賞 新人俳優賞」（『浪漫ドクター キム・サブ』）
- 2020年「SBS演技大賞 優秀俳優賞」（『ブラームスは好きですか?』）[48]
- 2020年「SBS演技大賞 ベストカップル賞 with パク・ウンビン」（『ブラームスは好きですか?』）

### ノミネート
- 2017年「第53回百想芸術大賞 TV部門新人俳優賞」（『浪漫ドクターキム・サブ』）
- 2017年「第1回ソウルアワード ドラマ部門新人俳優賞」（『最高の一発～時空を超えて～』）
- 2018年「第6回APANスターアワード 新人俳優賞」（『偉大な誘惑者』）
- 2018年「MBC演技大賞 新人俳優賞」（『偉大な誘惑者』）
- 2019年「第14回Soompiアワード 助演男優賞」（『偉大な誘惑者』）
- 2020年「第5回アジアアーティストアワード 人気俳優賞」
- 2021年「第9回APANスターアワード 優秀俳優賞」（『ブラームスは好きですか?』）